# スティーヴン・ローゼンブラム
スティーヴン・ローゼンブラム（Steven Rosenblum）は、アメリカ合衆国の編集技師。アメリカ映画編集者協会（A.C.E.）会員。
エドワード・ズウィック監督とのコラボレーションで知られる。
アカデミー編集賞には『グローリー』（1989年）、『ブレイブハート』（1995年）、『ブラッド・ダイヤモンド』（2006年）でノミネートされた。

## 主な編集作品

### 映画
※★印はエドワード・ズウィック監督作品。
- 吐きだめのヒーロー（英語版） Wild Thing (1987)
- ランボー者 Steele Justice (1987)
- グローリー Glory (1989) ★
- みんな愛してる Jack the Bear (1993)
- レジェンド・オブ・フォール/果てしなき想い Legends of the Fall (1994) ★
- ブレイブハート Braveheart (1995)
- 戦火の勇気 Courage Under Fire (1996) ★
- 娼婦ベロニカ Dangerous Beauty (1998)
- マーシャル・ロー The Siege (1998) ★
- X-メン X-Men (2000)
- パール・ハーバー Pearl Harbor (2001)
- サハラに舞う羽根 The Four Feathers (2002)
- ラスト サムライ The Last Samurai (2003) ★
- トリプルX ネクスト・レベル xXx: State of the Union (2005)
- 恋するレシピ 〜理想のオトコの作り方〜 Failure to Launch (2006)
- ブラッド・ダイヤモンド Blood Diamond (2006) ★
- センター・オブ・ジ・アース Journey to the Center of the Earth (2008)
- ディファイアンス Defiance (2008) ★
- ノトーリアス・B.I.G. Notorious (2009)
- ラブ & ドラッグ Love and Other Drugs (2010) ★
- キック・オーバー Get the Gringo (2012)
- アフター・アース After Earth (2013)
- 完全なるチェックメイト Pawn Sacrifice (2014) ★
- バース・オブ・ネイション The Birth of a Nation (2016)
- ブラッド・ファーザー Blood Father (2016)
- THE PROMISE/君への誓い The Promise (2016)
- ギャング・オブ・アメリカ Lansky (2021)

## 受賞歴
ノミネート
- 1990年 第62回アカデミー賞：編集賞『グローリー』
- 1996年 第68回アカデミー賞：編集賞『ブレイブハート』
- 2007年 第79回アカデミー賞：編集賞『ブラッド・ダイヤモンド』